# Capacidade de troca catiónica

Troca de catiões na superfície de uma partícula da matriz do solo.

Efeito do pH do solo na capacidade de troca catiónica.

Princípio da medição de capacidade de troca catiónica no solo.

Capacidade de troca catiónica, frequentemente referida por valor-T ou CTC (por vezes CEC, do inglês cation-exchange capacity), é uma medida do número de catiões que podem ser retidos na superfície das partículas que constituem a matriz do solo. As cargas elétricas negativas presentes na superfície das partículas do solo ligam átomos ou moléculas de carga positiva (os catiões), mas permitem que estes troquem com outras partículas de carga positiva em solução na água do solo. Esta é uma das formas pelas quais os materiais sólidos do solo alteram a química do solo. A capacidade de troca catiónica afecta muitos aspectos da química do solo, sendo utilizada como medida da fertilidade do solo, uma vez que indica a capacidade do solo para reter vários nutrientes na forma disponível para as plantas (entre os quais K+, NH4+ e Ca2+). Também indica a capacidade de retenção de catiões provenientes da poluição dos solos (entre os quais Pb2+).

## Descrição
A capacidade de troca catiónica (abrev.: CTC ou valor T) é uma medida do número de catiões permutáveis e, por conseguinte, do número de sítios de ligação negativos dos permutadores de iões presentes no solo. Representa um importante valor caraterístico do solo e depende não só da sua composição química, mas também da sua natureza mecânica, uma vez que a área de superfície ativa efectiva está relacionada com o tamanho dos coloides constituintes da matriz do solo.
A capacidade de troca catiónica é definida como a quantidade de carga elétrica positiva que pode sofrer troca iónica por massa de solo, normalmente medida em medida em moles de carga eléctrica e expressa em cmolc/kg. Uma capacidade de troca catiónica de 10 cmolc/kg pode conter 10 cmol de catiões Na+ (com 1 unidade de carga por catião) por quilograma de solo, mas apenas 5 cmol Ca2+ (2 unidades de carga por catião).
Do ponto de vista quantitativo, a capacidade de troca catiónica é definida como:
{\displaystyle \mathrm {ValorT} =\mathrm {CTC} =\sum _{i=1}^{k}{\frac {n_{i}\cdot z_{i}}{m}}}
onde
- k é o número total de espécies catiónicas sorvidas
- ni é a quantidade de substância do catião i
- zi é a valência do catião i (por exemplo: Al3+ tem a valência 3)
- m é massa de solo de referência.

A capacidade de troca catiónica é indicada em cmol/kg ou em mmolc/kg. Alguns textos utilizam as unidades equivalentes mais antigas, nomeadamente me/100g ou meq/100g. A designação miliequivalente por 100 gramas, ou meq/100 g, não segue as normas actuais da IUPAC tendo por isso sido substituída por cmolc/kg, embora, para efeitos práticos, ambas as unidades tenham o mesmo valor numérico.
A capacidade de troca catiónica resulta de várias cargas negativas nas superfícies das partículas do solo, especialmente as dos minerais de argila, da matéria orgânica do solo e dos complexos argilo-húmicos, quando estes estejam presentes. As argilas do grupo dos filossilicatos são constituídas por camadas de óxidos de alumínio e de silício. A substituição de átomos de alumínio ou silício por outros elementos com carga mais baixa (por exemplo Al3+ substituído por Mg2+) pode conferir à estrutura da argila uma carga negativa líquida.
A criação destas cargas não envolve desprotonação e é, portanto, independente do pH, sendo por isso chamada de carga permanente. Além disso, os bordos das camadas de argila expõem muitos grupos hidroxila ácidos que são desprotonados para deixar cargas negativas nos níveis de pH presentes em muitos solos. A matéria orgânica também contribui de forma muito significativa para a troca catiónica, devido ao seu grande número de grupos funcionais carregados. A capacidade de troca catiónica é tipicamente mais elevada perto da superfície do solo, onde o teor de matéria orgânica é mais elevado, e diminui com a profundidade. A capacidade de troca catiónica da matéria orgânica é altamente dependente do pH.
Os catiões são adsorvidos na superfície das partículas do solo pela interação eletrostática entre a sua carga positiva e a carga negativa da superfície, mas retêm um invólucro de moléculas de água e não formam ligações químicas diretas com a superfície da partícula. Os catiões permutáveis fazem assim parte da camada difusa acima da superfície carregada. A ligação é relativamente fraca, e um catião pode ser facilmente deslocado da superfície por outros catiões da solução aquosa circundante.

### Valores típicos e efeito do pH do solo
A capacidade de troca catiónica de um solo é determinada pelos seus materiais constituintes, que podem variar muito nos seus valores individuais de capacidade de troca catiónica. Esta capacidade depende, portanto, dos materiais de origem a partir dos quais o solo se desenvolveu e das condições em que se desenvolveu. Estes factores são também importantes para determinar o pH do solo, que tem uma grande influência na capacidade de troca catiónica do solo.
A quantidade de carga negativa resultante da desprotonação dos grupos hidroxilo da argila e da matéria orgânica depende do pH da solução circundante. O aumento do pH (ou seja, a diminuição da concentração de catiões H+) aumenta esta carga variável e, por conseguinte, também aumenta a capacidade de permuta catiónica.
Para além do H+, os catiões permutáveis presentes nos solos são principalmente catiões metálicos simples, entre os quais:
- Na+ e K+ como iões monovalentes;
- Mg2+ e Ca2+ como iões bivalentes;
- Al3+ e Fe3+ como iões trivalentes.

| CTC média (a pH = 7) para alguns solos com base na classificação da USDA Soil Taxonomy |                |
| Ordem                                                                                  | CTC (cmolc/kg) |
| Ultisols                                                                               | 3,5            |
| Alfisols                                                                               | 9              |
| Spodosols                                                                              | 9,3            |
| Entisols                                                                               | 11,6           |
| Mollisols                                                                              | 18,7           |
| Vertisols                                                                              | 35,6           |
| Histosols                                                                              | 128            |

Gamas típicas de capacidade de troca catiónica dos materiais do solo.

Os catiões permutáveis podem ser deslocados dentro do solo, transferidos para ecossistemas vizinhos (por exemplo, massas de água) ou absorvidos pelas raízes das plantas. Por essa via, afectam diretamente o fornecimento de nutrientes às plantas e o equilíbrio de nutrientes nas paisagens.
Além disso, os catiões permutáveis influenciam propriedades importantes do solo, como a estrutura do solo, o equilíbrio da água e do ar, a reação do solo e a atividade biológica. A capacidade de troca catiónica de um solo pode, portanto, ser considerada como uma medida de avaliação do solo (por exemplo, para mapas do potencial agrícola dos solos).

### Capacidades potencial e efetiva de troca catiónica
A capacidade potencial de permuta catiónica CTCpot indica o número máximo de possíveis locais de ligação de catiões livres e, de acordo com a norma DIN ISO 13536, refere-se à capacidade de permuta catiónica a um valor de básico  de pH do solo (pH = 8,1).
Por outro lado, as classificações internacionais do solo (como as da FAO-UNESCO e a USDA Soil Taxonomy) determinam o potencial CEC a pH=7 (neutro).
A capacidade efectiva de troca catiónica CTCeff indica o número de sítios de ligação de catiões realmente livres no valor real do pH do solo.

### Saturação de bases e capacidade de troca aniónica
A saturação de bases exprime a percentagem da capacidade de troca catiónica potencial ocupada pelos catiões Ca2+, Mg2+, K+ ou Na+. Estes catiões são tradicionalmente designados por catiões-base por não serem ácidos, embora não sejam bases no sentido químico habitual.
A saturação de bases fornece um índice da meteorização do solo e reflecte a disponibilidade de nutrientes catiónicos permutáveis para as plantas.
As cargas positivas dos minerais do solo podem reter aniões pelo mesmo princípio da troca catiónica. As superfícies da caulinite, das alofanas e dos sesquióxidos de ferro e alumínio têm frequentemente cargas positivas. Na maioria dos solos, a capacidade de troca catiónica é muito maior do que a capacidade de troca aniónica, mas o oposto pode ocorrer em solos altamente meteorizados, como os ferralsols (oxisols).

## Medição
A capacidade de troca catiónica é medida deslocando todos os catiões ligados com uma solução concentrada de outro catião e medindo depois os catiões deslocados ou a quantidade de catião adicionado que é retida. Iões de bário (Ba2+) e de amónio (NH4+) são frequentemente utilizados como catiões permutadores, embora existam muitos outros métodos disponíveis.
As medições de capacidade de troca catiónica dependem do pH e, por isso, são frequentemente efectuadas com uma solução tampão num determinado valor de pH. Se este pH for diferente do pH natural do solo, a medição não reflectirá a verdadeira capacidade de troca catiónica em condições normais. Tais medições de capacidade de troca catiónica são designadas por capacidade de troca catiónica potencial. Em alternativa, a medição na solução ao pH nativo do solo é designada por capacidade de troca catiónica efectiva, a qual reflecte melhor o valor real, mas pode dificultar a comparação direta entre solos.